# Маріанна Фаннін
Маріанна або Едда Фаннін (2 березня 1845 — 18 листопада 1938) — ірландська ботанічна ілюстраторка, відома своїми роботами з зображенням флори Південної Африки .  Її вважали одним із головних південноафриканських художників-ботаніків свого часу. 

## Життя
Маріанна Едвардін Фаннін з'явилася на світ 2 березня 1845 року в Дубліні в родині Томаса та Еллен Фаннін. Коли їй було кілька місяців, її сім'я емігрувала з Дубліна до Кейп-Колоні. Спочатку вони оселилися на мисі Доброї Надії, а згодом переїхали до  річки Даргл, притоці річки Умгені. Батько Фанніна дав їй ім'я на честь річки Даргл, що знаходилася поруч з Дубліном.  Сьогодні цей район відомий як Даргл.

Фаннін вперше вийшла заміж за преподобного Юстаса Вілберфорса Джейкоба у 1869 році. Подружжя переїхало до Англії в 1871 році, але Джейкоб незабаром після прибуття помер. Фаннін деякий час провела в Англії, займаючись музикою та живописом. У 1875 році вона повернулася до Південної Африки. З 1878 року вона жила в Трансваалі і вийшла заміж за преподобного Альфреда Робертса в 1879 році, з яким познайомилася на місіонерській вечірці. Пізніше Робертс став архідияконом у єпархії Преторії. Подружжя мешкало в Потчефструмі з 1881 по 1896 рік, де у них народилося двоє синів. Один з них, доктор Остін Робертс, став відомим орнітологом. Фаннін була серед засновників дієцезіальної школи Святої Марії для дівчат, Преторія, а Робертс очолював школу для хлопчиків Святого Бірінуса. У 1881 році, під час облоги Преторії, Фаннін повернулася до родинного дому в Наталі. Вона померла 18 листопада 1938 року, ймовірно, у Гейдельберзі, Гаутенг  ,  або в Нью-Макленеку, 
Преторія.

## Художня кар'єра
Схоже, Фаннін була художником-самоучкою. Її старший брат, Джордж Фокс Фаннін, захоплювався ботанікою і спонукав її досліджувати місцеву флору Південної Африки. Їхній інтерес зосереджувався, зокрема, на орхідеях і асклепіадових (молочайних).  Це захоплення призвело до того, що Фаннін створила ілюстрації рослин, зібраних Джорджем, і надіслала їх Вільяму Генрі Гарві в Трініті-коледж, Дублін. Гарві був вражений її роботами і на честь неї назвав нову орхідею, визнавши її першовідкривачем. Близько 1869 року Фаннін створила альбом із квітами Наталя. У 1878 році вона брала участь у місії під керівництвом єпископа Генрі Боусфілда, під час якої зробила замальовки навколишньої природи під час подорожі з Дурбану до Преторії. Живучи в Трансваалі, Фаннін малювала польові квіти та пейзажі. Її картини квітів зберігаються в Школі ботаніки Трініті-коледжу в Дубліні, а пейзажі — у приватних колекціях Південної Африки.

## Однойменний таксон
- Disperis fanniniae Harv. 1863 рік
- Sisyranthus fanniniae NE Br.
- Streptocarpus fanniniae Harv. Ex CB Cl. [5]

## Зовнішні посилання
- Біографія Маріанни Фаннін у Біографічній базі даних південноафриканської науки S2A3